# Fralin Museum of Art

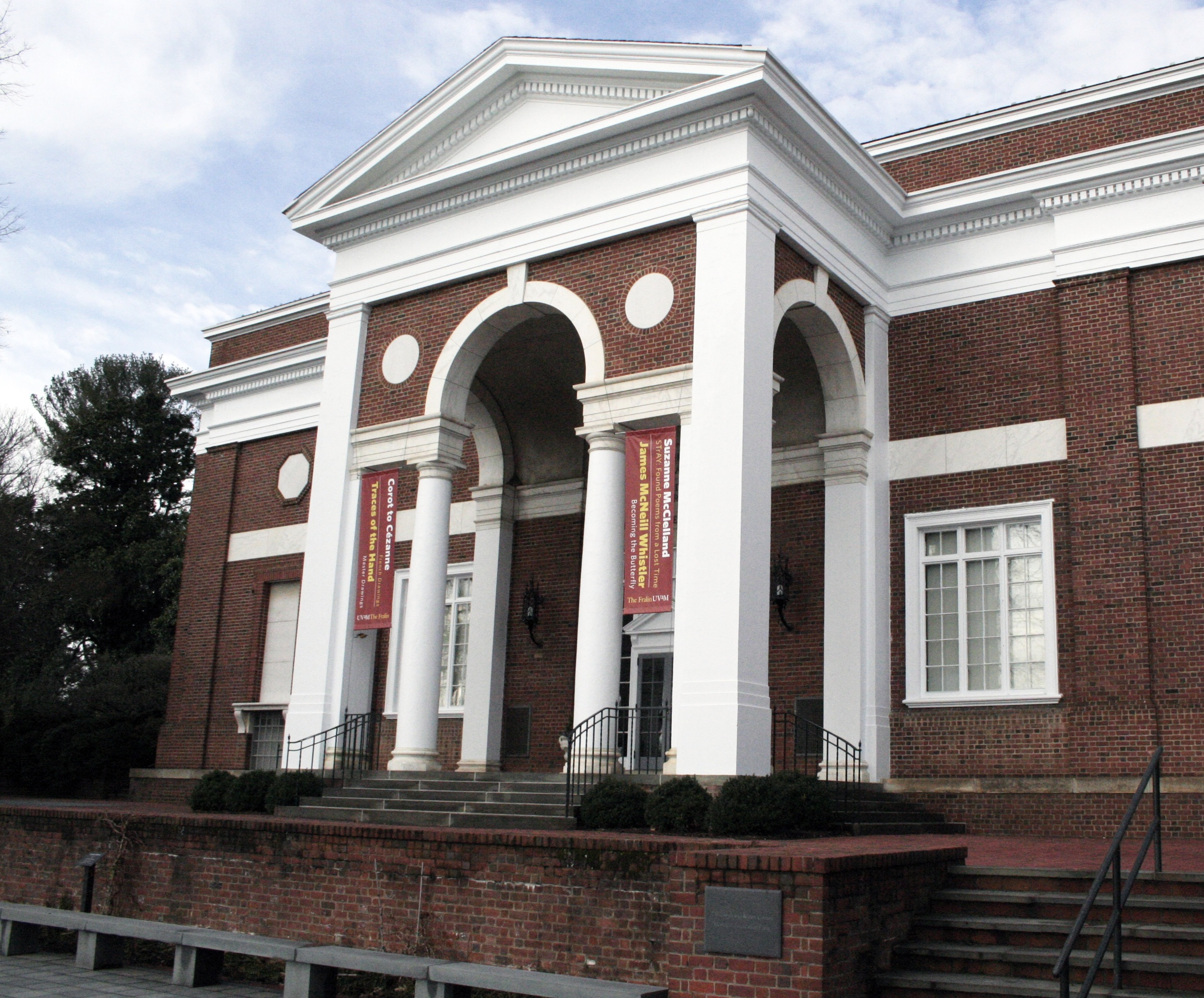
Fralin Museum of Art

Das Fralin Museum of Art (bis 2012: University of Virginia Art Museum) ist ein seit 1935 bestehendes Kunstmuseum der University of Virginia in Charlottesville in der Mitte des Bundesstaates Virginia in den USA.

## Geschichte
Das Museum wurde 1935 in einem für seine Zwecke entworfenen Neubau eingerichtet in welchem auch die bis dahin von der Universität verwahrten Sammlungen sowie Erinnerungsstücke und Dokumente mit Bezug auf den Präsidenten Thomas Jefferson untergebracht wurden. Das Museum wurde im Zweiten Weltkrieg und erneut in den 1960er Jahren geschlossen, als die Fakultät für Architektur die Räume nutzte. Seit der Wiedereröffnung unter den Fittichen der Fakultät für Kunst der Universität und der Einsetzung eines hauptberuflichen Kurators expandierte das Museum durch Schenkungen, Ankäufe und Leihgaben. 2009 erfolgte eine grundlegende Renovierung der Ausstellungs- und Lehrbereiche.
2012 überließen das Ehepaar Cynthia und W. Heywood Fralin dem Museum ihre Sammlung Amerikanischer Kunst. Das Museum wurde durch Beschluss seines Aufsichtsrats zu Ehren der Stifter im gleichen Jahr in Fralin Museum of Art umbenannt.

## Sammlungsbereiche
Schwerpunkte innerhalb der Sammlungen des Museums sind die Gemälde aus den letzten drei Jahrhunderten sowohl aus Amerika als auch aus Europa, Fotografie seit deren Beginn und ost- bzw. südasiatische Malerei. Hinzu kommen Kunst und Artefakte aus Afrika, aus der Praekolumbianischen Zeit, sowie der Ureinwohner Nordamerikas. Das Museum besitzt eine der wichtigsten Sammlungen der Kunst der Aborigines außerhalb Australiens.

## Ausstellungen
- 2001: Sean Henry: Ben (Ideas Unresolved), Bronze, Ölfarbe, 49×19×16. Ankauf 2002.
- 2013: Émilie Charmy.
- 2014: Jasper Johns: Early Prints from the Collections of Jordan D. Schnitzer and His Family Foundation.
- 2015: Lucian Freud. Etchings.
- 2016: Richard Serra: Prints